# Byron Kennedy
Byron Eric Kennedy (18 de Agosto de 1949 - 17 de Julho de 1983) foi um produtor de filmes australiano.

## Carreira
Em 1971, Kennedy conheceu George Miller e quatro anos depois, em 1975, Kennedy e Miller fundaram a Kennedy/Miller Productions. Ele produziu os dois filmes de Mad Max: Mad Max - As Motos da Morte (Mad Max) (1979) e Mad Max 2 - O Guerreiro da Estrada (Mad Max 2) (1981).

## Morte
Kennedy morreu no acidente de helicóptero, no dia 17 de Julho de 1983 e ele tinha 33 anos.